# Кале (Малатья)
Кале (тур. Kale) — город и район в провинции Малатья (Турция).